# سیاست در لسوتو
سیاست در لسوتو در چارچوب یک پادشاهی مشروطه با نظام دموکراسی نمایندگی و نظام پارلمانی صورت می‌گیرد. در این ساختار، نخست‌وزیر رئیس دولت محسوب می‌شود و کشور از نظام چندحزبی پیروی می‌کند. قوه مجریه توسط دولت اعمال می‌شود. قوه مقننه میان دولت و دو مجلس مجلس لسوتو، یعنی مجلس سنا و مجلس ملی تقسیم شده‌است. قوه قضاییه نیز از قوای مجریه و مقننه مستقل است.

## قوهٔ مجریه
| عنوان مقام | نام         | حزب سیاسی        | تاریخ تصدی    |
| ---------- | ----------- | ---------------- | ------------- |
| پادشاه     | لتسی سوم    | –                | ۷ فوریه ۱۹۹۶  |
| نخست‌وزیر   | سام ماتکانه | انقلاب برای رفاه | ۲۸ اکتبر ۲۰۲۲ |

حکومت لسوتو یک پادشاهی مشروطه است. نخست‌وزیر، سام ماتکانه، رئیس دولت است و اختیار اجرایی را در اختیار دارد. پادشاه عمدتاً نقش تشریفاتی ایفا می‌کند؛ او دیگر هیچ‌گونه اختیار اجرایی ندارد و از مشارکت فعال در امور سیاسی منع شده‌است.
بر اساس قانون اساسی، رهبر حزبی که اکثریت کرسی‌ها در مجلس ملی لسوتو را به‌دست آورد، به‌طور خودکار به‌عنوان نخست‌وزیر منصوب می‌شود. پادشاهی در لسوتو موروثی است، اما طبق مفاد قانون اساسی که پس از انتخابات سراسری لسوتو (۱۹۹۳) لازم‌الاجرا شد، پادشاه «نماد زندهٔ وحدت ملی» به‌شمار می‌رود و هیچ‌گونه قدرت اجرایی یا قانون‌گذاری ندارد.
طبق قوانین سنتی، «مجمع رؤسای قبایل» صلاحیت دارد که دربارهٔ جانشینی پادشاه تصمیم‌گیری کند، در صورت نابالغ بودن ولیعهد، نایب‌السلطنه تعیین نماید و حتی پادشاه را عزل کند.

## قوهٔ مقننه
مجلس لسوتو دارای دو مجلس است. مجلس ملی ۱۲۰ عضو دارد که برای دوره‌ای پنج‌ساله انتخاب می‌شوند: ۸۰ نفر از طریق حوزه‌های انتخابیهٔ تک‌نفره و ۴۰ نفر از طریق نمایندگی تناسبی. مجلس سنای نیز دارای ۳۳ عضو منصوب‌شده است.

## احزاب سیاسی و انتخابات

### انتخابات سراسری
انتخابات در حوزهٔ انتخاباتی «منطقهٔ استادیوم» به‌دنبال درگذشت نامزد حزب «کنگرهٔ آزادی کامل باسوتولند» به تعویق افتاد.  حزب حاکم «کنوانسیون همهٔ باسوتو» تمامی کرسی‌های حوزه‌های انتخابیه، از جمله کرسی رهبر حزب، «انکاکو کابی» را از دست داد.با اینکه حزب «کنگرهٔ دموکراتیک» کارزار انتخاباتی خود را در مخالفت با حزب ABC پیش برد، حمایت اخیرش از دولت ائتلافی موجب شد تا حزب تازه‌تأسیس «انقلاب برای رفاه» (RFP) گزینه‌ای معتبرتر برای آغاز مسیری نو به نظر برسد.
| حزب                      | آرا     | ٪ آرا   | کرسی‌های حوزه‌ای (FPTP) | کرسی‌های فهرستی (نسبی) | مجموع کرسی‌ها | تغییر نسبت به دوره پیش |
| ------------------------ | ------- | ------- | --------------------- | --------------------- | ------------ | ---------------------- |
| انقلاب برای رفاه         | ۲۰۱٬۴۷۸ | ٪۳۸٫۸۹  | ۵۷                    | ۰                     | ۵۷           | جدید                   |
| کنگره دموکراتیک          | ۱۲۸٬۵۱۷ | ٪۲۴٫۸۱  | ۱۸                    | ۱۱                    | ۲۹           | ۱–                     |
| کنوانسیون همه باسوتو     | ۳۷٬۸۰۹  | ٪۷٫۳۰   | ۰                     | ۸                     | ۸            | ۴۰–                    |
| حزب عمل باسوتو           | ۲۹٬۲۸۵  | ٪۵٫۶۵   | ۰                     | ۶                     | ۶            | جدید                   |
| اتحاد دموکرات‌ها          | ۲۰٬۸۴۳  | ٪۴٫۰۲   | ۲                     | ۳                     | ۵            | ۴–                     |
| جنبش برای تغییر اقتصادی  | ۱۷٬۲۸۱  | ٪۳٫۳۴   | ۱                     | ۳                     | ۴            | ۲–                     |
| کنگره دموکراتیک لسوتو    | ۱۲٬۳۲۶  | ٪۲٫۳۸   | ۰                     | ۳                     | ۳            | ۸–                     |
| انقلابیون سوسیالیست      | ۱۰٬۷۳۸  | ٪۲٫۰۷   | ۱                     | ۱                     | ۲            | جدید                   |
| حزب ملی باسوتو           | ۷٬۳۶۷   | ٪۱٫۴۲   | ۰                     | ۱                     | ۱            | ۴–                     |
| جبهه مردمی برای دموکراسی | ۴٬۶۵۵   | ٪۰٫۹۰   | ۰                     | ۱                     | ۱            | ۲–                     |
| نشست سیاسی امپولوله      | ۴٬۴۸۵   | ٪۰٫۸۷   | ۰                     | ۱                     | ۱            | جدید                   |
| جنبش میثاق باسوتو        | ۴٬۱۱۷   | ٪۰٫۷۹   | ۰                     | ۱                     | ۱            | جدید                   |
| امید – مپاتلالاتسانه     | ۳٬۷۱۷   | ٪۰٫۷۲   | ۰                     | ۱                     | ۱            | جدید                   |
| حزب ملی مستقل            | ۳٬۷۰۴   | ٪۰٫۷۱   | ۱                     | ۰                     | ۱            | بدون تغییر             |
| سایر احزاب (بدون کرسی)   | –       | –       | ۰                     | ۰                     | ۰            | –                      |
| جمع کل                   | ۵۱۸٬۰۵۴ | ٪۱۰۰٫۰۰ | ۸۰                    | ۴۰                    | ۱۲۰          | –                      |

## قوهٔ قضائیه
قانون اساسی این کشور یک نظام قضائی سلسله‌مراتبی و مستقل را پیش‌بینی کرده‌است. ساختار قضائی لسوتو شامل «دادگاه عالی»، «دادگاه استیناف»، «دادگاه‌های شهرستان» (قضات ناحیه‌ای) و «دادگاه‌های عرفی» است که عمدتاً در مناطق روستایی فعالیت دارند. در لسوتو محاکمه با هیئت منصفه وجود ندارد و قضاوت‌ها توسط یک قاضی (یا در پرونده‌های کیفری با حضور دو قاضی ناظر) انجام می‌گیرد. قانون اساسی همچنین از آزادی‌های اساسی مدنی از جمله آزادی بیان، آزادی انجمن و مطبوعات، آزادی تجمعات مسالمت‌آمیز و آزادی مذهب حمایت می‌کند.
«دادگاه استیناف» در شهر ماسرو واقع شده و از یک رئیس دیوان و شش قاضی استیناف تشکیل می‌شود.
«دادگاه عالی» دارای صلاحیت اولیهٔ نامحدود در امور مدنی و کیفری و نیز صلاحیت تجدیدنظر در دعاوی ارجاعی از دادگاه‌های پایین‌رتبه‌تر است. این دادگاه شامل رئیس کل دادگاه عالی و سایر قضات زیرمقام (پویسن) است. در کنار دادگاه عالی، دادگاه تخصصی کار (Labour Court) فعالیت دارد که صرفاً به دعاوی مربوط به کار و صنعت رسیدگی می‌کند.
«دادگاه‌های شهرستان» توسط مأموران قضائی (قضات ناحیه‌ای) که کارمند دولت هستند، اداره می‌شود. این دادگاه‌ها ضبط رسمی دادرسی ندارند و آراء آن‌ها برای دعاوی آتی الزام‌آور نیست.
رئیس دادگاه عالی و قضات دادگاه استیناف توسط پادشاه و به توصیهٔ نخست‌وزیر منصوب می‌شوند. قضات پویسن دادگاه عالی نیز توسط پادشاه و به توصیهٔ شورای خدمات قضائی برگزیده می‌شوند. قضات دادگاه عالی می‌توانند پس از رسیدن به ۷۵ سالگی بازنشسته شوند، اما در صورت سوءرفتار یا ناتوانی می‌توانند توسط پادشاه از سمت خود برکنار شوند.
؛رئیس‌های دادگاه عالی:
- ۱۹۳۷–۱۹۴۸: سر والتر هاگارد (انگلیسی)
- ۱۹۵۰–۱۹۵۲: سر والتر هریگن (انگلیسی)
- ۱۹۵۲–۱۹۵۶: هارولد کرون ویلان (انگلیسی)
- ۱۹۵۹–۱۹۶۱: کاکس (انگلیسی)
- ۱۹۶۱–۱۹۶۲: الیان (انگلیسی)
- ۱۹۶۲–۱۹۶۵: واتکین ویلیامز (انگلیسی)
- ۱۹۶۵–۱۹۶۶: بنسون (انگلیسی)
- ۱۹۶۶–۱۹۶۸: جانستون
- ۱۹۶۸–۱۹۷۳: هندریک رودلف جاکوبز (آفریقای جنوبی)
- ۱۹۷۴–۱۹۷۵: جواس تسلیسو ماپتلا
- ۱۹۷۶–۱۹۸۶: توفیق سلیمان قطران (پس از آن رئیس دیوان عالی بلیز، ۱۹۸۶)
- ۱۹۸۶–۱۹۹۳: پیتر برندان کولینان
- ۱۹۹۴–۲۰۰۲: جوزف لِبونا خِئولا
- ۲۰۰۲–۲۰۱۳: ماهاپلا لهوهولا
  - ۲۰۰۴: باپتیستا مولای (سرپرست)
  - ۲۰۱۳: تسلیسو موناپاتی (سرپرست)
- ۲۰۱۴–۲۰۱۸: نتومِنگ ماجارا
- ۲۰۲۰–اکنون: ساکوآنه پیتر ساکوآنه

## تقسیمات اداری
برای مقاصد اداری، کشور لسوتو به ۱۰ ناحیه تقسیم شده‌است. هر ناحیه توسط یک دبیر ناحیه‌ای و یک افسر نظامی ناحیه‌ای اداره می‌شود که به‌ترتیب از سوی دولت مرکزی و نیروهای دفاعی لسوتو منصوب می‌گردند.
ناحیه‌های لسوتو عبارت‌اند از:
برئا
بوتا-بوته
لریبه
مافتنگ
ماسرو
موهالس هوک
موکات‌لانگ
نک قچا
قوتینگ
تهبا-تسکا

## عضویت در سازمان‌های بین‌المللی
لسوتو عضو سازمان‌ها و نهادهای بین‌المللی زیر است: ACP، AfDB، C، CCC، ECA، FAO، G-77، IBRD، ICAO، ICC، ICRM، IDA، IFAD، IFC، IFRCS، ILO، IMF، اینتل‌ست (به عنوان کاربر غیراعضا)، اینترپل، IOC، ITU، NAM، OPCW، SACU، SADC، سازمان ملل متحد، UNCTAD، یونسکو، UNHCR، UNIDO، UPU، WFTU، WHO، WIPO، WMO، UNWTO و WTO.
لسوتو همچنین پیش‌تر عضو WCL و OAU بود که هر دو منحل شده‌اند.